# Guarequena Gutiérrez
Guarequena Gutiérrez (Barquisimeto, estado Lara, 20 de junio de 1983) es una abogada, administradora, académica y diplomática venezolana. Entre 2019 y 2020 se desempeñó como embajadora  y ad honorem en Chile designada por Juan Guaidó (Presidente auto designado de Venezuela). Militó en el partido político de centroizquierda opositor al chavismo, Acción Democrática (AD). Actualmente se define liberal sin militancia partidista.

## Biografía
Nacida en Barquisimeto, estado Lara el 20 de junio de 1983, pasó su infancia y parte de su adolescencia en Puerto Ayacucho, estado Amazonas. Es hija del político venezolano José Bernabé Gutiérrez, quien fuera senador y luego gobernador del Estado Amazonas. Ingresó en la educación superior a realizar sus estudios de Técnico Superior Universitario en Administración por el Colegio Universitario Fermín Toro. Posteriormente, realizó sus estudios en Derecho en la Universidad de Carabobo, donde se tituló de abogada. Cursó sus estudios de postgrado en la especialidad Procesos y Sistemas Electorales en la Universidad Central de Venezuela.
En su desempeñó en el servicio público, fue directora de Administración y Finanzas de la Asamblea Nacional de Venezuela. En 2017, hizo una denuncia pública contra el gobierno de Nicolás Maduro por los fuertes recortes económicos realizados a esa institución.
El 29 de enero de 2019,  Juan Guaidó, la nombró como su representante en Santiago de Chile. Ese mismo día, el Gobierno de Chile la reconoció oficialmente como representante diplomática de la Asamblea Nacional crisis presidencial de Venezuela. En el año de su nombramiento, la comunidad venezolana en Chile superó a la peruana como la mayor de extranjeros en el país del Cono Sur.
El último embajador de Chile en Venezuela, Pedro Felipe Ramírez, se reunió con Gutiérrez en febrero de 2019, quien luego de la cita calificó al gobierno de Maduro como una «dictadura» al regresar a su país. Asimismo, es la encargada de gestionar toda la ayuda humanitaria enviada a Venezuela desde Chile, especialmente producto de la escasez en ese país. A nivel internacional, Guarequena Gutiérrez brinda asesoría a las misiones diplomáticas venezolanas en el Grupo de Lima y del Foro para el Progreso de América del Sur (Prosur).
En junio de 2020 anunció su renuncia al cargo de embajadora debido a razones "migratorias y económicas". Se mantiene residiendo en Chile.